# دنده (کالبدشناسی)

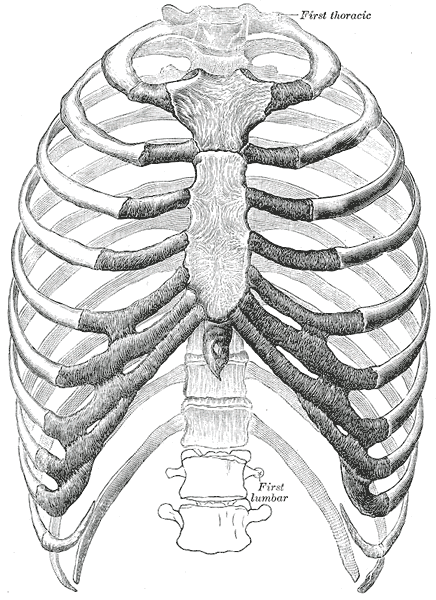
قفسه سینهٔ انسان

دنده یا قبرغه نام دوازده جفت استخوان در طرفین قفسه سینه است که از ستون مهره‌ها آغاز شده و به جز دو جفت دندهٔ انتهایی بقیه در قسمت قدام به جناغ مفصل می‌شوند (مستقیم یا غیر مستقیم).
تعداد ۱۲ جفت دنده در ساختار قفسه سینه شرکت دارند و قوسی شکل هستند. هر دنده دارای یک تنه‌است و دو انتهای قدامی و خلفی، دو سطح داخلی و خارجی و دو کنار فوقانی و تحتانی دارند. انتهای خلفی دنده‌ها با زواید عرضی مهره‌های پشتی و تنه مهره‌ها، مفصل می‌شود. انتهای قدامی در هفت زوج دنده اول به‌وسیله غضروف، مستقلاً به جناغ سینه متصل می‌شوند. این دنده‌ها را دنده‌های حقیقی (True ribs) گویند.
سه زوج دنده بعدی یعنی شماره‌های ۸ ، ۹ ، ۱۰ با کمک غضروف به دنده بالاتر متصل می‌شوند، لبه دنده‌ای (Costal margin) را تشکیل می‌دهند و دنده‌های کاذب(false ribs) نامیده می‌شوند. دنده‌های 11 و12 که از انتهای خلفی به ستون مهره ها متصل می‌باشند، اما از انتهای قدامی با هیچ استخوانی مفصل تشکیل نمی‌دهند دنده های آزاد (floating ribs) نامیده می‌شوند. دنده‌ها دارای یک انتهای خلفی شامل سر، گردن و تکمه و یک انتهای قدامی که با غضروف متصل شده و دارای یک سطح داخلی و یک سطح خارجی و یک کنار فوقانی و یک تحتانی است. در سطح داخلی هر دنده ناودانی(costal groove) برای عبور عروق و اعصاب بین دنده‌ای وجود دارد که در دنده‌های اول، یازدهم و دوازدهم، این ناودان وجود ندارد .
هر دنده دارای بخش های: سر، گردن، دکمه، زاویه و غضروف دنده‌ای است. 
- سر [یاداشت ۱]: بخش سر دنده با بدنه مهره‌ها مفصل می‌شود. سر دنده‌های ۱، ۱۰، ۱۱ و ۱۲ به بدنه مهره‌های هم شماره خود متصل می‌شود. سر سایر دنده‌ها با یک نیم رویه مفصلی با مهره هم شماره خود و با دیگر نیم رویه مفصلی با مهره بالایی مفصل می‌شود. این مفصل‌ها متحرک هستند و دارای رباط داخل مفصلی می‌باشند که به قوی تر کردن اتصال مهره و دنده کمک می‌کند.
- گردن [یاداشت ۲]: قسمتی از دنده است که بین سر و دکمه قرار می‌گیرد.
- دکمه[یاداشت ۳]:  زائده دکمه مانندی در بخش خلفی دنده وجود دارد که با زائده عرضی مهره هم شماره، مفصلی متحرک تشکیل می‌دهد. دنده‌های ۱۱ و ۱۲ فاقد دکمه می‌باشند.
- زاویه [یاداشت ۴] : بخش زاویه دار دنده است که از بخش خلفی تا قدامی بند امتداد دارد. در این بخش، در سطح داخلی دنده‌ها «شیار دنده‌ای [یاداشت ۵]» تشکیل می‌شود که محل قرارگیری (به ترتیب): سیاهرگ ها، سرخرگ‌ها و عصب‌های بین دنده‌ای می‌باشد.
- غضروف دنده‌ای [یاداشت ۶]: بخش غضروفی در قسمت قدامی دنده‌ها قرار دارد که در دنده‌های ۲ تا ۷ با جناغ مفصل متحرک تشکیل می‌دهد. غضروف دنده‌ای دنده اول، با جناغ مفصل ثابت ایجاد می‌کند. غضروف‌های دنده‌های ۸ تا ۱۲ از آن جا که از طریق غضروف دنده‌ای هفتم به جناغ متصل شده اند، پیش از رسیدن به جناغ به یک دیگر متصل می‌شوند و در محل این اتصال‌ها مفصل‌های متحرک ایجاد می‌کنند. (به تصویر توجه کنید.)

دیافراگم به سطح داخلی شش دنده تحتانی متصل می‌شود:) .

## معادل‌های انگلیسی
1. ↑  Head
2. ↑  Neck
3. ↑  Tubercle
4. ↑  Angle
5. ↑  Costal Groove
6. ↑  Costal Cartilage